# Momozono Tennō
Momozono Tennō (桃園天皇?) (14 de abril de 1741 - 31 de agosto de 1762) fue el 116° emperador de Japón, de acuerdo al orden tradicional de sucesión. Reinó del 9 de julio de 1747 hasta su muerte en 1762.
El reinado de Momozono fue mayormente tranquilo, con solo un incidente: el denominado incidente Horeki, que involucró a un pequeño número de Kuge que abogaron por la restauración del dominio imperial directo en el año 1758. Estos Kuge fueron castigados por los shōgun, que tenían el poder de facto en el país. Momozono tuvo dos hijos con su única dama en espera, pero murió a una edad temprana en 1762. La línea de sucesión recayó en la hermana de Momozono, la princesa Toshiko, quien se convirtió en la emperatriz Go-Sakuramachi. Debido a la corta edad de los hijos de Momozono, ella también se convirtió en emperatriz regente del futuro emperador Go-Momozono hasta que llegó a la edad para gobernar.

## Primeros años
Antes de la ascensión de Momozono al Trono del Crisantemo, su nombre personal (imina) era Toohito (遐 仁). Toohito era el primogénito del emperador Sakuramachi, mientras que su madre era una concubina llamada Sadako (定子). Su familia imperial vivía con él en el Dairi del Palacio Heian. El título original de Toohito fue inicialmente Yaho-no-miya (八 穂 宮) y luego cambiado a Sachi-no-miya (茶 地宮). Si bien el Príncipe Toohito fue investido como Príncipe Heredero el 25 de abril de 1747, se desconoce qué otros eventos tuvieron lugar en su juventud.

## Reinado

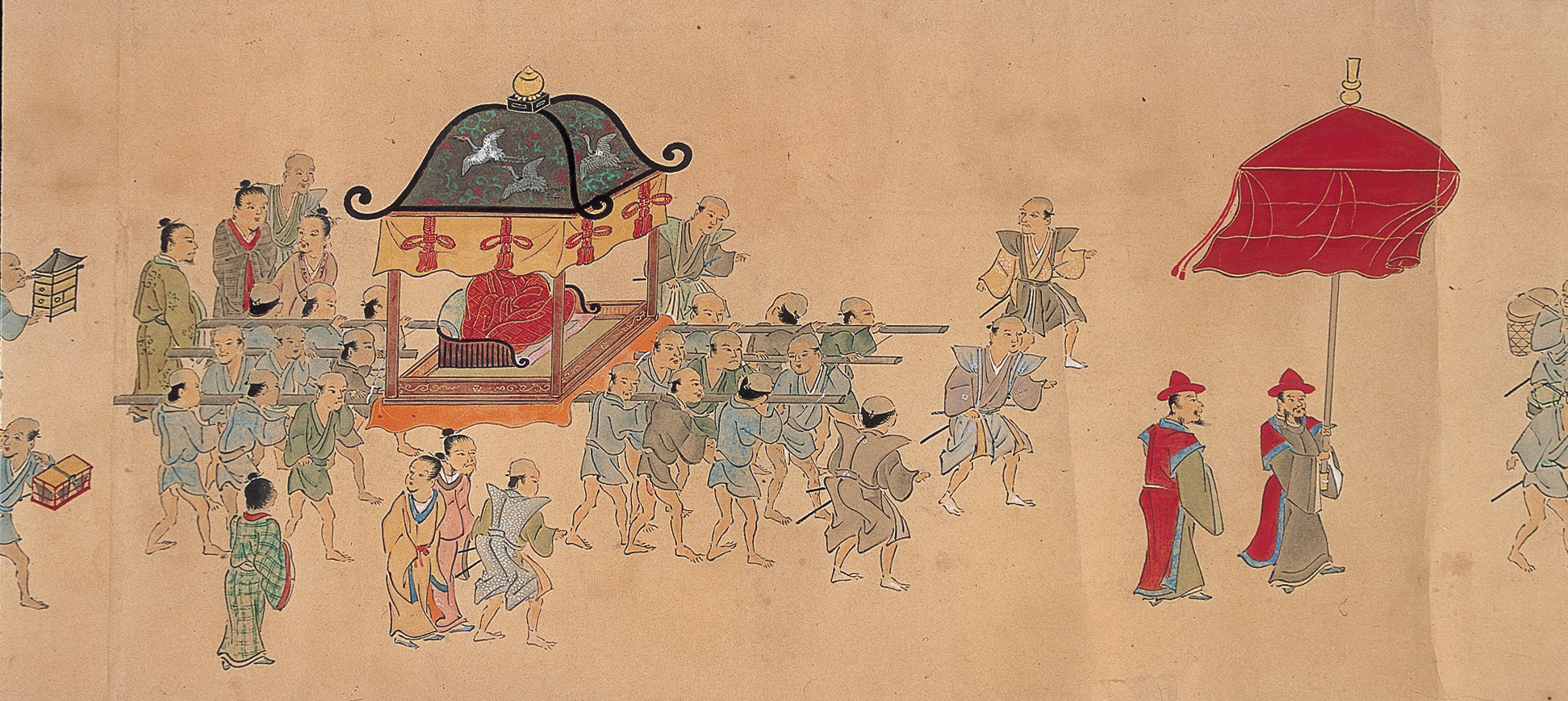
Primera Misión del Reino de Ryukyu hacia Edo durante Momozono Tenno, en 1748

En 1747, fue investido como príncipe heredero. Luego en el mismo año, se convirtió en emperador después de la abdicación de su padre el Emperador Sakuramachi. El nombre de la era se cambió de Enkyō a Kan'en (que significa "Prolongación de la indulgencia") para marcar la era. Momozono engendró al menos dos hijos con una dama de la corte llamada Ichijō Tomiko durante su reinado. Si bien tenía el título político de Emperador, fue solo de nombre ya que los shōguns de la familia Tokugawa controlaban Japón. Durante el primer año más o menos del reinado de Momozono, se realizó la primera actuación de la popular obra de títeres de once actos Kanadehon Chūshingura. La historia ficticia de la obra trata sobre la venganza de los samuráis y la venganza de 1702 de los 47 rōnin. También fue notable una misión diplomática de Ryukyuan del rey Shō Kei del Reino Ryūkyū, que fue recibida por el shogunato. El 7 de octubre de 1749, una fuerte tormenta azotó Kioto, y la fortaleza del castillo de Nijō se quemó después de que fue alcanzada por un rayo. El nombre de la era se cambió a Hōreki en 1751 para marcar la muerte del emperador retirado Sakuramachi y la muerte del antiguo shōgun Tokugawa Yoshimune. En el año que siguió, una segunda misión diplomática de Ryukyuan del rey Shō Boku del Reino Ryūkyū llegó a Edo. Momozono no tuvo ningún papel en estas misiones, ya que se esperaba que rindieran homenaje al shogunato.
El incidente del río Hōreki en 1754 causó la muerte de ochenta y ocho personas debido a un duro proyecto ordenado por el shōgun, pero nuevamente el Emperador no estuvo involucrado. Sin embargo, otro incidente ocurrió en 1758, cuando un pequeño número de Kuge fue castigado por el shogunato por abogar por la restauración del dominio imperial directo. Dos años después, el Shōgun Ieshige renunció y su hijo se convirtió en el décimo shōgun del shogunato Tokugawa.

### Abdicación y Muerte

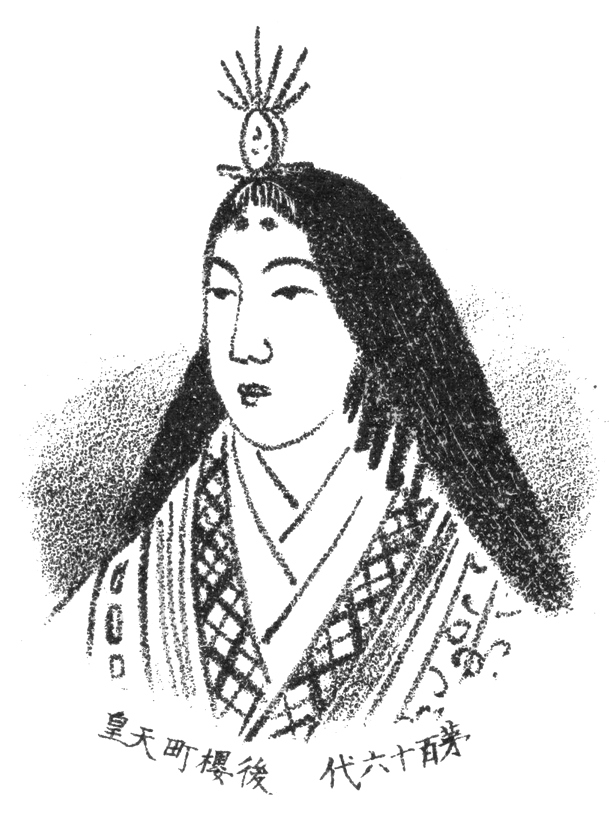
Emperatriz Go-Sakuramachi, sucesora elegida de Momozono Tenno

En 1762, el emperador Momozono abdicó al trono en favor de su hermana, la princesa imperial Toshiko, quien se convirtió en la emperatriz Go-Sakuramachi. Su retiro no duró mucho ya que murió ese mismo año el 31 de agosto de 1762 a la edad de 21 años. El kami de Momozono está consagrado en un mausoleo imperial (misasagi), Tsuki no wa no misasagi, en Sennyū-ji en Higashiyama-ku, Kioto. También están consagrados los predecesores imperiales inmediatos de Momozono desde el emperador Go-Mizunoo: Meishō, Go-Kōmyō, Go-Sai, Reigen, Higashiyama, Nakamikado y Sakuramachi, junto con cinco de sus sucesores imperiales inmediatos: Go-Sakuramachi, Go-Momozono, Kōkaku , Ninkō y Kōmei.

## Eras del Reinado
Los años del reinado de Momozono se identifican más específicamente por más de un nombre de era o nengō. Las siguientes eras ocurrieron durante el reinado de Momozono:
- Enkyō (1744–1748)
- Kan'en (1748–1751)
- Hōreki (1751–1764)

Durante el reinado de Momozono, este vértice del Daijō-kan incluyó:
- Kampaku (Konoe Uchisaki).[10]
- Sadaijin
- Udaijin
- Naidaijin
- Dainagon

## Genealogía
Momozono era el hijo primogénito de Sakuramachi Tennō. Su madre era Sadako (定子) (Emperatriz viuda Kaimei, 開明門院)
- Primer hijo: Príncipe Hidehito (英仁親) (emperador Go-Momozono)
- Segundo hijo: Príncipe imperial Fushimi-no-miya Sadamochi (伏見宮貞行親王)